# Кајса Мекерејнен
Кајса Мекерејнен (фин. Kaisa Mäkäräinen; Ристијарви, 11. јануар 1983) је финска биатлонка. Два пута је освојила Светски куп, у сезони 2010/11. и 2013/14. док је у сезони 2014/15. освојила друго место у генералном пласману. На Светском првенству освојила је четири медаље, злато у потери 2011. На Олимпијским играма учествовала је 2010. и 2014. Најбољи пласман јој је шесто место у масовном старту. За најбољег спортисту Финске проглашена је 2011.